# Металургійний завод в Юканж
49°18′23.01″ пн. ш. 6°09′25.07″ сх. д. / 49.3063917° пн. ш. 6.1569639° сх. д.

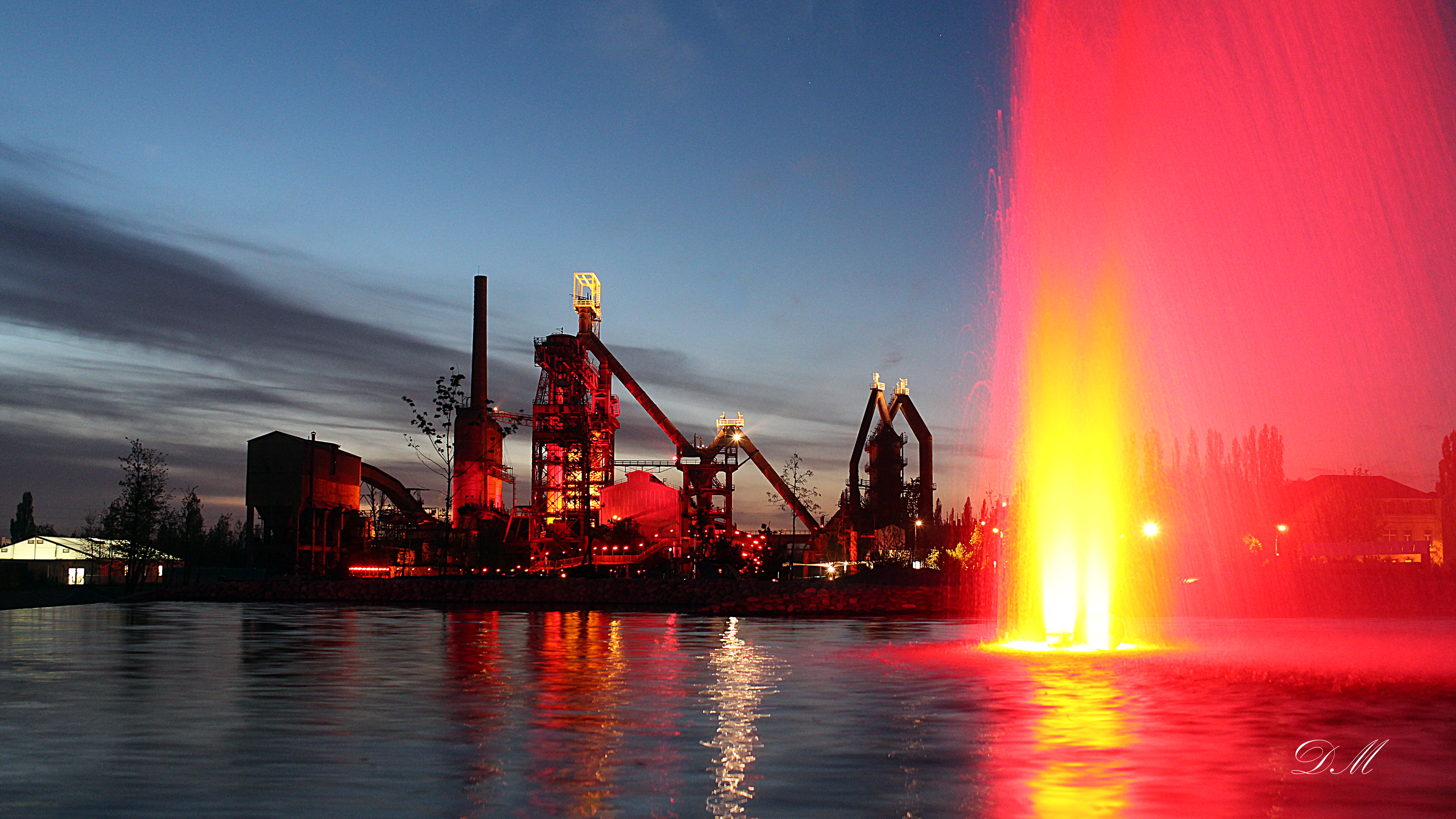
Нічна ілюмінація у парку «Доменна піч U4».

Юканзький металургійний завод (фр. Usine sidérurgique d'Uckange) — колишній металургійний завод в місті Юканж на північному сході Франції, у Лотарингії. Заснований 1890 року. Зупинений 1991 року. 2007 року доменну піч U4, що збереглася, було оголошено історичною пам'яткою Франції, навколо неї влаштовано парк.

## Історія
1890 року німецький промисловець Карл Фердинанд фон Штумм-Халберг (Carl Ferdinand von Stumm-Halberg) купив 24 га землі в Юканж і протягом наступних 8 років побудував тут 4 доменних печі. До 1904 року кількість доменних печей зросла до 6.Чавун, вироблений на заводі, відправлявся для подальшої переробки на сталь в Саар.Після Першої світової війни завод був відібраний у німецьких власників і перейшов у власність французького Товариства металургійних заводів Північної Лотарингії («Societe Anonyme des Forges et des Acieries de Nord et Lorraine»), однак він і надалі відправляв чавун на заводи Саару, що був основним споживачем чавуну, виплаленого на заводі, до 1960 року.
Протягом 1928–1935 років на заводі було проведено модернизацію, він прийняв той вигляд, який мав протягом всіх подальшіх років.
До 1972 року завод працював на лотаринзькій залізній руді, відомій під назвою «мінета», що добувалася у Сент-Марі-о-Шен. Потім завод перейшов на роботу на більш багаті залізом імпортні гематитові руди з Бразилії і Мавританії й на магнетитові руди з Канади та Швеції.
1974 року на заводі працювало 3 доменних печі.
| Номер печі | Корисний об'єм, м³ | Діаметр горна, м | Кількість фурм |
| ---------- | ------------------ | ---------------- | -------------- |
| U1         | 1002               | 7                | 14             |
| U3         | 710                | 6,5              | 14             |
| U4         | 710                | 6,5              | 16             |

1976 року було проведено капітальний ремонт доменної печі U4 і відтоді вона безперервно працювала до березня 1989 року.
Продуктивність заводу становила від 1600 до 2000 т чавуну на день. Чавун розливався на двох розливних машинах і у вигляді бабкового чавуну відправлявся до споживачів. 1974 року на заводі працювало 900 чоловік: 600 французів, 200 осіб з різних країн Магрибу, 150 італійців.

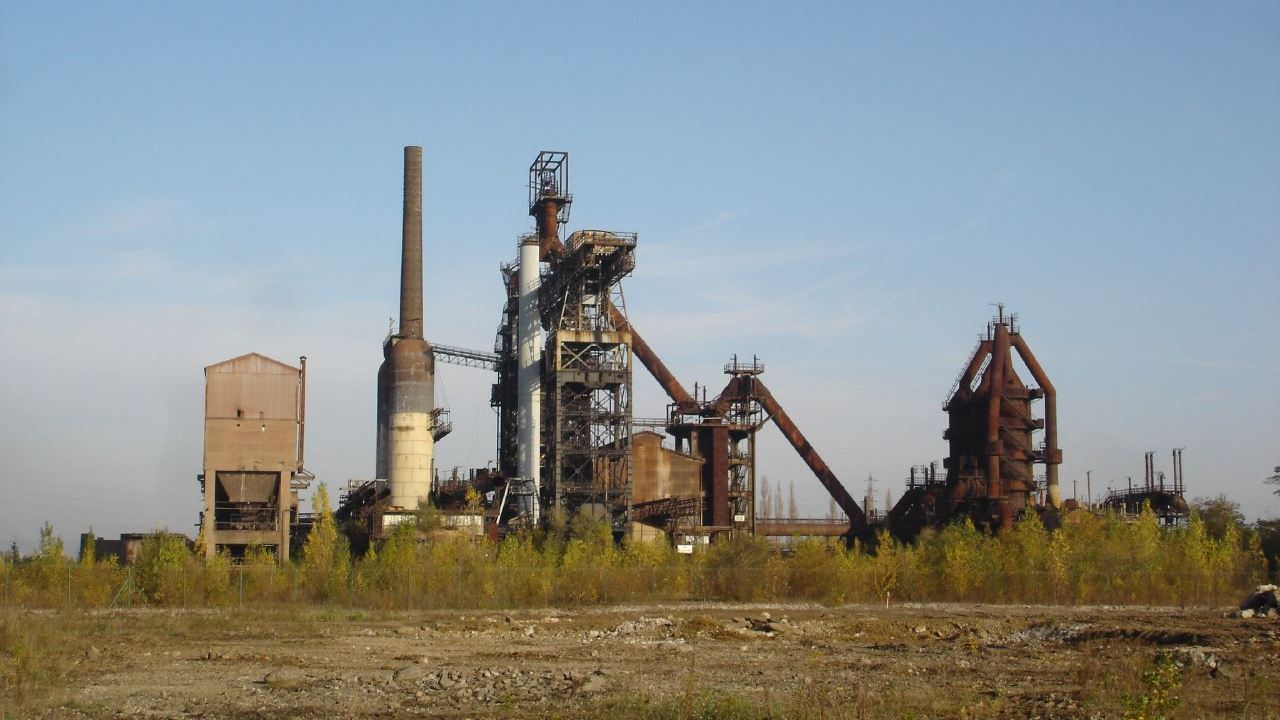
Доменна піч у 2005 році.

1985 року було виведено з експлуатації доменну піч U3. Доменна піч U1 виробляла чавун для місцевих металургійних заводів, доменна піч U4 спеціалізувалася на виплавці спеціальних чавунів.
У 1980-х роках на доменних печах заводу провадилися експерименти з використання пило-вугільного палива. 1989 року було проведено ремонт печі U4, під час якого, зокрема, було модернізовано КВП печі і переведено її на комп'ютерне керування, а також побудовано нову промислову установку вдування пило-вугільного палива. Однак, після ремонту доменна піч працювала до 1991 року, коли була всупереч очікуванням на подальшу роботу остоточно зупинена. Про закриття заводу було оголошено у липні 1991 року і, не зважаючи на протести, 17 грудня 1991 року завод було закрито.

## Парк «Доменна піч U4»

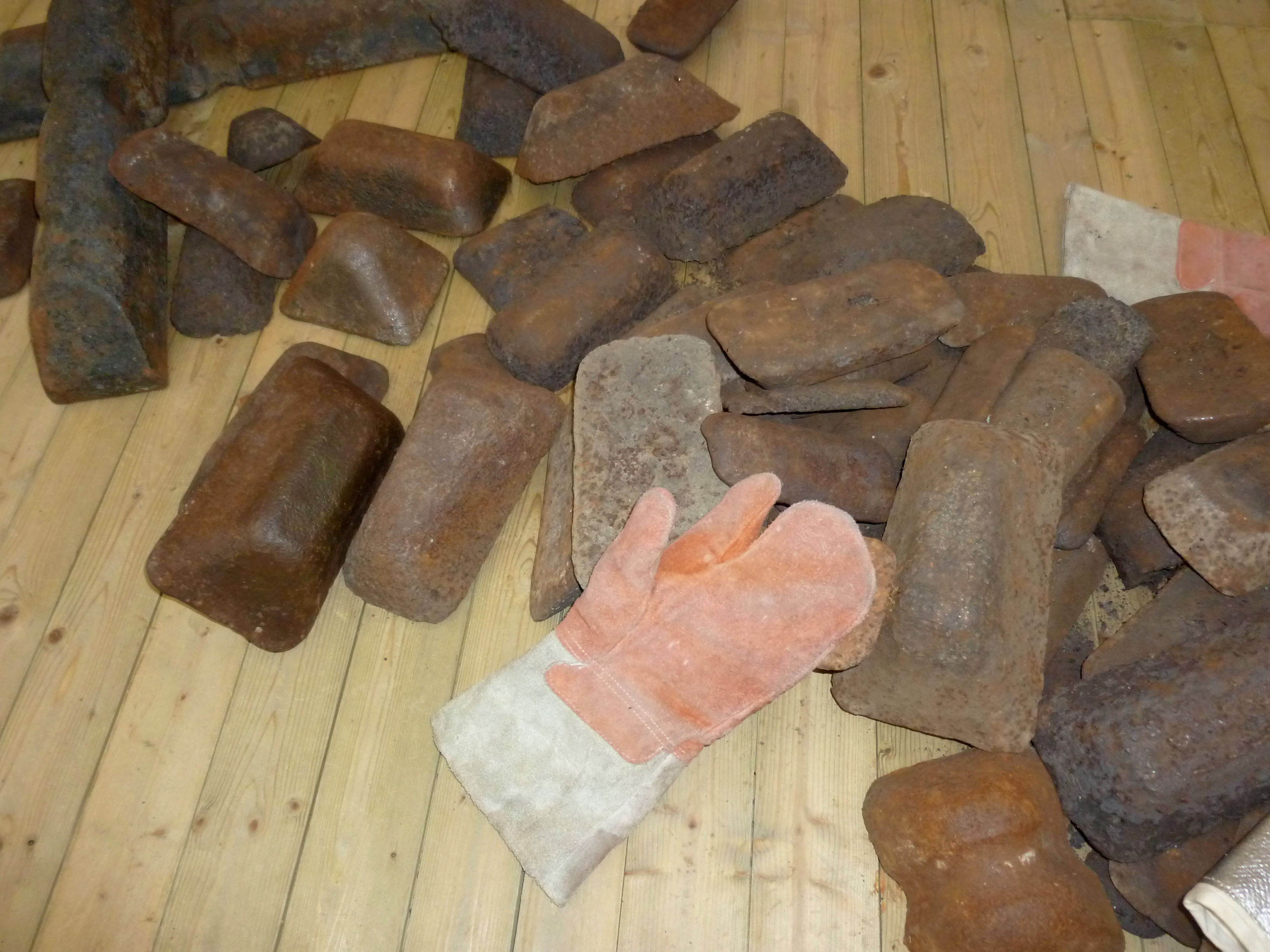
Експонати музею — шкіряна рукавиця горнового і бабковий чавун.

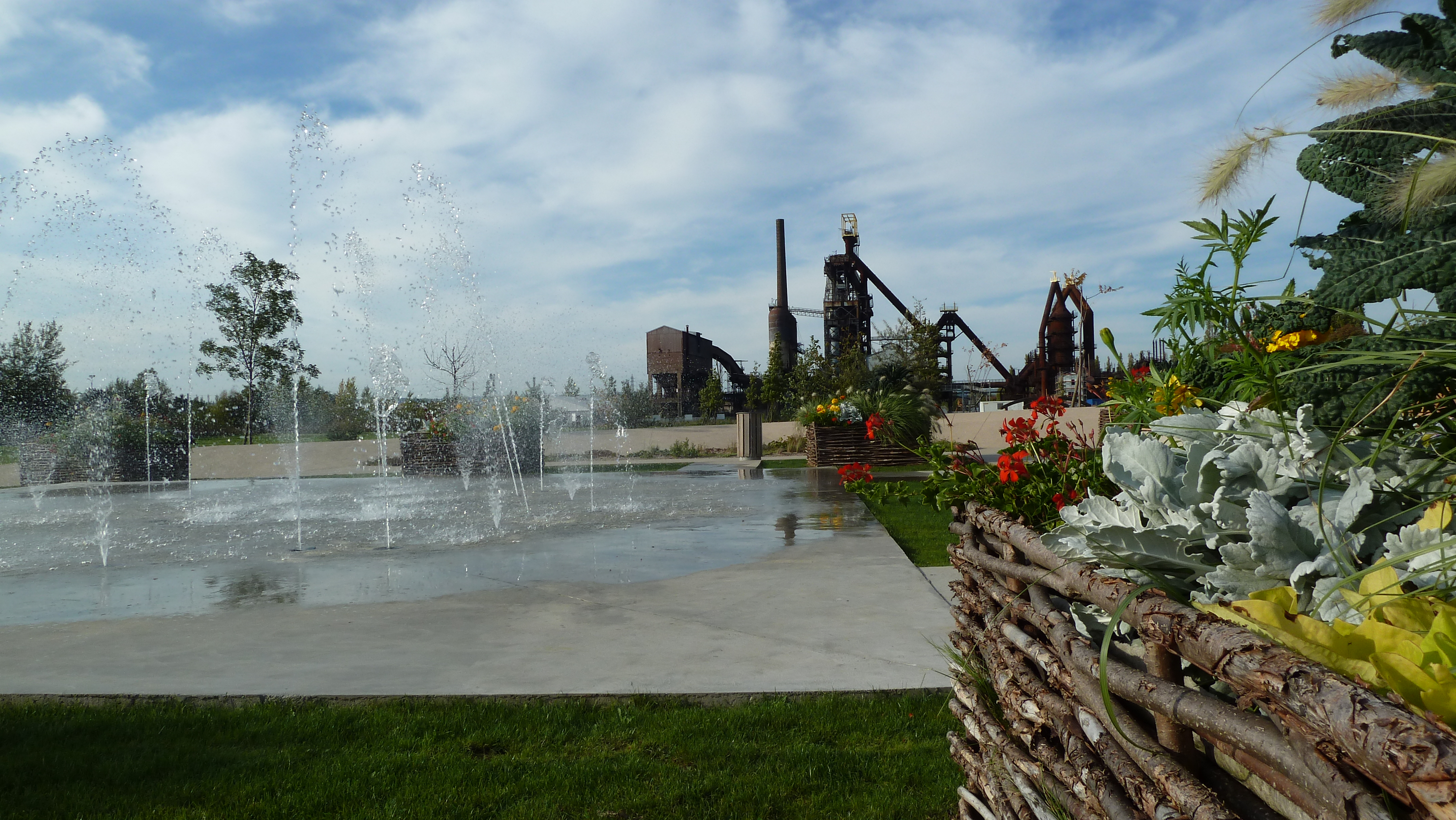
На території парку.

Окрім власне доменної печі U4 збереглися пульт керування доменною піччю, адміністративні будівлі, котельня, майстерні та деякі інші. В Юканж також збереглася садиба промисловця Штумма.
2014 року парк відвідали 30684 особи.